# Femer

Femer de superfície

Un  femer  és el lloc en què es recullen i s'amunteguen els fems, cossos morts i despulles d'animals, plantes, escombraries i altres substàncies que es poden aprofitar com adob.
El femer s'ha de col·locar en un paratge còmode i de manera que s'hi puguin posar-se amb facilitat els fems tant sòlids com líquids, les escombraries, deixalles, etc. doncs de no fer-ho així el pagès pot perdre molts abonaments que desaprofita per distracció i manca d'economia. La seva extensió serà relativa a les necessitats de l'explotació. A un costat hi haurà el fem ja fet i en un altre la pila del nou. El terreny en què es formin serà ferm per tal que no es filtrin i perdin els líquids que es destil·len. En les zones càlides es disposarà en paratges ombrívols perquè l'ardor del sol no dissipi la virtut i eficàcia dels fems, evitant que s'acceleri la fermentació i descomposició i que així no s'evaporin gaires substàncies.

## Origen
Els fems s'han emmagatzemat durant segles per al seu ús com a fertilitzant, i l'ús de la fossa dels fems o femer és molt antic: Casius Dionisius cita que Magó el cartaginès escriu: 
| « | ..Alguns agricultors caven un clot gran i profund per posar-hi qualsevol tipus de fem i deixar que es podreixi (bo o dolent), per poder-lo usar després.. | » |

.

## Femer enclotat

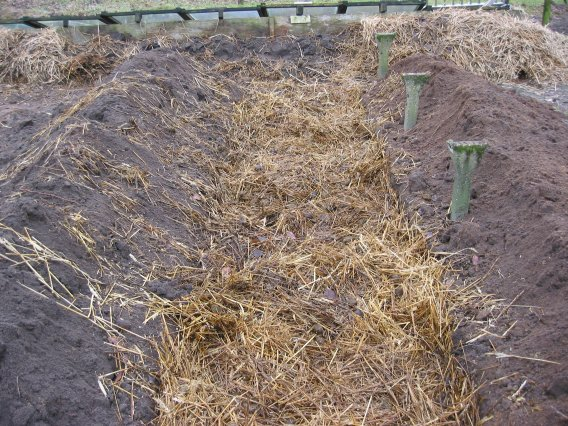
Femer enclotat

Seran prou profunds perquè recullin les aigües i activin la fermentació. La millor manera de formar un femer enclotat consisteix a obrir una rasa com si fos un estany. S'hi tira una capa de fem sencer, després una altra de vegetals secs, fulles, etc., Després una altra de calç i finalment, una de sorra: se segueix així fins a l'última capa que serà una mica gruixuda i de sorra. Ha de quedar un buit per retenir les aigües que facilitin la fermentació i descomposició dels fems. La seva teoria es fonamenta en la propietat que tenen les terres alcalines de reduir els teixits orgànics a un estat de descomposició i carbonització principiant molt favorable per a la vegetació. L'àlcali més usat és la calç viva, perquè és el més barat, però qualsevol altre produiria el mateix efecte, l'amoníac de l'orina i dels excrements ocasiona el grau de carbonització que caracteritza a l'abonament. Aquest és perfecte quan no és càustic.

## Mals hàbits
Ha estat comú entre els pagesos deixar el fem molt temps en les quadres i estables, cobrint-lo amb palla o farroig nou, no tan sols per estalviar treball esperant a portar-lo tot d'una vegada, sinó perquè es creia que així guanyava en qualitat, sense reparar l'insalubre que això és per als animals que estan obligats viure en un aire impur i viciat. Com que l'abonament més general són els fems, s'ha de procurar tinguin aquests les qualitats necessàries perquè produeixin els efectes d'aquesta finalitat. Tots saben que no s'han d'escampar si no estan bé podrits, però de vegades es fa sense que hagin fermentat, resultant ser en gran part inútil i encara perjudicial, en raó que si sobrevé una pluja o un sol forts no es descompon i s'inutilitza molta part. A par, tenint gran nombre d'ous d'insectes i llavors de males herbes, s'aviven els ous i germinen les herbes, causant greus perjudicis.